# Facivermis yunnanicus
Il faciverme (Facivermis yunnanicus) è un animale estinto, vissuto nel Cambriano inferiore (circa 520 milioni di anni fa), dalle affinità incerte. I suoi resti sono stati ritrovati nel famoso giacimento di Chengjiang, in Cina.

## Un “lombrico” con i tentacoli
Questo strano animale, lungo dai 2 ai 7 centimetri, era simile a un lombrico dotato di cinque paia di tentacoli nella parte anteriore. Il corpo dell'animale era annulato, così come gli stessi tentacoli, che erano dotati inoltre di sottili spine. Fin dall'anno della sua descrizione (Hou & Chen, 1989), le reali parentele e il modo di vita del faciverme sono rimaste per lungo tempo un mistero: alcuni scienziati lo hanno accostato agli anellidi policheti, altri ai cosiddetti lobopodi, altri ancora ai lofoforati o ai pentastomati. Si presume vivesse infossato nel substrato marino e lasciasse sporgere l'estremità provvista di tentacoli per catturare le prede.

## Antenato degli artropodi?
Ulteriori esemplari rinvenuti nel 2004 hanno messo in evidenza che il faciverme possedeva, nei pressi dei tentacoli, una sorta di proboscide a forma di pera, dotata di due o tre file concentriche di uncini. Sulla base di queste importanti caratteristiche morfologiche, il faciverme è stato quindi considerato un appartenente sui generis del gruppo dei lobopodi. Le appendici di questo animale, inoltre, sono fondamentali per comprendere l'origine di simili appendici nei lobopodi e negli artropodi.